# 东卡累利阿共和国
东卡累利阿共和国是一个由芬兰人领导，未被普遍承认的国家。它在1919年建立，至1920年結束，由前帝俄阿尔汉格尔斯克省凯姆斯基县的五个乡创建，现属于卡累利阿共和国（俄罗斯）。共和国的首都是乌图阿村（现为卡列瓦拉）。